# Temporada de tifones del Pacífico de 2014
La temporada de tifones del Pacífico de 2014 fue un evento anual en la formación de ciclones tropicales, que se formaron en el océano Pacífico occidental. La temporada inició con la formación de la tormenta tropical Lingling el 10 de enero de 2014 y finalizó con la disipación de la tormenta tropical Jangmi el 1 de enero de 2015. Sin embargo, se formaron ocho supertifones, aunque no fue tan activa, ni costosa como la temporada anterior.
La tormenta tropical Lingling, a mediados de enero, fue el primer desastre natural en Filipinas después del tifón Haiyan en 2013 y causó varios deslaves e inundaciones en Mindanao, provocando 70 muertos y daños cerca de los 566 millones de pesos filipinos. En junio, la tormenta tropical Hagibis provocó 11 muertos y daños de USD $131 millones en China. Entre julio y agosto, los tifones Neoguri y Halong tocaron tierra sobre Japón. Ambos causaron daños cerca de los USD $160 millones. El tifón Rammasun tocó tierra sobre Filipinas, China y Vietnam, y causó daños de USD $7 mil millones y 195 muertos, convirtiéndose en el más costoso y mortífero en el Pacífico noroccidental de 2014. El tifón Matmo fue la causa principal del accidente del vuelo 222 de TransAsia Airways, un día después de tocar tierra y causó daños en USD $567 millones. El huracán Genevieve cruzó la línea internacional de cambio de fecha del Pacífico central y entró en esta cuenca.
El tifón Kalmaegi tocó tierra sobre Filipinas, China y Vietnam, causando 33 muertos, mientras que la tormenta tropical Fung-wong causó 21 muertes a su paso por Filipinas y Taiwán. Los daños provocados por estos sistemas ascienden a los USD $146 millones. Los tifones Phanfone y Vongfong (este último es el más intenso de 2014 desde el Haiyan) tocaron tierra sobre Japón en octubre. Ambos provocaron 20 muertos y daños en USD $100 millones. El tifón Nuri fue violento y en su vida extratropical se convirtió en uno de los más intensos en el océano Pacífico norte, desde que iniciaron los récords e indirectamente contribuyó a la disminución de la temperatura por debajo del promedio en América del Norte.
A finales de noviembre, la tormenta tropical Sinlaku impactó a Filipinas y el sur de Vietnam, causando USD $4 millones en daños. El tifón Hagupit impactó a Filipinas durante tres días, causando 18 muertos y daños de USD $114 millones a inicios de diciembre. A finales de diciembre de 2014 e inicios de enero de 2015, la tormenta tropical Jangmi tocó tierra sobre el sur de Filipinas, produciendo lluvias torrenciales e inundaciones que provocaron 66 muertos y daños de USD $28,3 millones.

## Ciclones tropicales

### Tormenta tropical Lingling (Agatón)
El Lingling fue el primer ciclón de la temporada. El 10 de enero, su precursor, una depresión tropical, empezó a ser vigilado por la Agencia Meteorológica de Japón al suroeste de Palaos. Sin embargo, lo degradó a un área de baja presión el 12 de enero mientras se encontraba sobre las Filipinas. El 14 de enero, ya al este del archipiélago, el sistema nuevamente regeneró a depresión tropical. La PAGASA, el 17 de enero, nombró al sistema como Agatón. Al día siguiente, su circulación fue expuesta ligeramente a medida que se intensificaba, siendo categorizado a tormenta tropical con el nombre: Lingling. Por su parte, el Centro Conjunto de Advertencia de Tifones lo nombró como la depresión tropical Uno-W horas más tarde. Con su circulación expuesta, la tormenta se desplazó erráticamente al suroeste en medio de un ambiente ligeramente favorable para su desarrollo con una cizalladura de viento cerca.
Durante las horas siguientes, el Lingling fue debilitando su estructura semiciclónica; con una convección superficializándose, un centro de circulación de nivel bajo expuesto, y bandas convectivas ubicadas al oeste. El 29 de enero, la tormenta fue vista por última vez por la JTWC, mientras se ubicaba a 707 kilómetros al este de Zamboanga, Filipinas, y horas más tarde por la JMA. Debido a su desplazamiento errático, el Lingling descargó lluvias torrenciales provocando inundaciones y deslaves varias zonas del país, cuyo saldo mortal fue de 70 muertos y pérdidas totales en $12,5 millones (USD 2014).

### Tormenta tropical Kajiki (Basyang)
Un clúster de tormentas eléctricas se formaron el 23 de enero. Seis días después, la JMA reportó la formación de una nueva depresión tropical al este de Yap, Estados Federados de Micronesia. Dos días después, la JMA y la PAGASA categorizaron como una tormenta tropical a este sistema, nombrándolo como Kajiki y Basyang respectivamente. La JTWC describió estructuralmente al sistema, nombrado como 02W (Dos-W), con una convección profunda oscureciendo a su centro de circulación en medio de condiciones marginalmente propicias para un desarrollo. El 31 de enero, el sistema tocó tierra sobre la isla Siragao, con su estructura deformada debido a la presencia de una cizalladura de viento. El 1 de febrero, el Kajiki finalmente se disipó debido a la cizalladura y la temperatura superficial del mar hostil para su fortalecimiento en el mar de la China Meridional.

### Tifón Faxai
El 16 de febrero, un disturbio tropical se formó cerca de Chuuk, Micronesia y fue designado inicialmente como "Invest 93W". El disturbio se desplazó lentamente en un área de una cizalladura de viento fuerte, y por lo tanto, no era capaz de adquirir características ciclónicas.  Luego de moverse en un área menos inestable, el sistema se consolidó y organizó.  El 26 de febrero, el disturbio fue designado como una depresión tropical por la JMA y se emitió un "Tropical Cyclone Formation Alert" por la JTWC.  Al día siguiente, fue catalogado por la JTWC como la depresión tropical Tres-W.  Horas más tarde, la JMA designó a la depresión como una tormenta tropical, nombrándolo: Faxai. Durante un tiempo, el Faxai se intensificó de forma constante, alcanzando la categoría de tormenta tropical severa y luego a tifón por un corto período de tiempo. El 6 de marzo, el sistema se convirtió en un ciclón extratropical mientras se ubicaba a 1.295 kilómetros al oeste-noroeste de la isla Wake. Debido al largo oleaje provocado por el ciclón, una persona japonesa de 74 años murió ahogada en Guam.

### Depresión tropical Cuatro-W (Calóy)
El 18 de marzo, la JMA reportó la formación de una depresión tropical a 395 kilómetros al este-noreste de Koror, Palaos. En los siguientes días, el sistema organizó su estructura a medida que se desplazaba al oeste. El 20 de marzo, la depresión entró al Área de Responsabilidad Filipina (PAR) y fue nombrado como: Calóy. Después de esto, la depresión giró al noroeste en donde su mecanismo de desplazamiento ciclónico, con su estructura ligeramente distorsionada, se consolidó sobre su centro de circulación de nivel bajo. Esto es debido a la influencia de una cizalladura de viento moderada al sureste del sistema.  A pesar de esto, la JTWC designó al sistema como la depresión tropical Cuatro-W (04W), ubicado a 583 kilómetros al este-noreste de Zamboanga, Filipinas. Debido a su estructura y su interacción con tierra limitaron el desarrollo de la depresión.  Por lo tanto, el 24 de marzo, el sistema fue degradado a un disturbio tropical. Sus remanentes se desplazaron hacia el mar de la China Meridional y varias horas después, estos se disiparon sobre Vietnam.

### Tormenta tropical Peipah (Domeng)
El precursor de este sistema fue un clúster de tormentas eléctricas que empezó a vigilarse el 30 de marzo, muy cerca del ecuador, a 667 kilómetros al este-sureste de Pohnpei, Estados Federados de Micronesia. Este clúster se separó de su otra parte ubicado al sur del ecuador (que posteriormente se convirtió en un ciclón tropical, denominado 23P o Ita) e inició su ciclogénesis.  El 2 de abril, el sistema se convirtió en una depresión tropical y al día siguiente fue catalogado como Cinco-W (05W) por la JTWC. Mientras se desplazaba al oeste-noroeste y ubicado en un área muy favorable, la depresión adquirió características ciclónicas, profundizando su convección sobre un centro de circulación de baja magnitud (LLCC) parcialmente expuesto.  El día 4 de abril a las 21:00 UTC, la JTWC denominó a la depresión como una tormenta tropical, siendo la JMA en realizarlo tres horas después y lo nombró: Peipah.  El 6 de abril, la tormenta entró al Área de Responsabilidad Filipina y fue nombrado: Domeng por la PAGASA.
Tiempo después, su convección profunda adherido a su centro de circulación fue afectada y desplazada al noroeste debido a la presencia de una dorsal subtropical al norte y una cizalladura vertical de viento de magnitud moderada o fuerte al este del sistema, siendo degradado a una depresión tropical por la JTWC a las 15:00 UTC de ese día. Sin embargo, la JMA mantenía la categoría de tormenta tropical con vientos en 10 minutos de 65 km/h y una presión mínima de 1002 hPa. El 9 de abril, la JMA lo degradó a depresión tropical, declarando su disipación horas más tarde. Sin embargo, la JTWC continuaba emitiendo avisos sobre la depresión Peipah, hasta a las 09:00 UTC del 10 de abril, donde su estructura se encontraba distorsionada, con su centro de circulación casi imperceptible y nubosidad desplazada al oeste del centro, debido a la presencia de la cizalladura de viento. Por eso, el Peipah se degradó a un sistema de remanentes.
El 13 de abril, los remanentes del Peipah, regeneraron nuevamente a depresiòn tropical al este de las Filipinas, mientras se desplazaba aproximándose al archipiélago, pero esto duró poco.  El 15 de abril, la depresión se desorganizó y su convección fue desplazada de su centro, propiciando a la JTWC a emitir su último aviso sobre este sistema, sin posibilidades de una reorganización. En ese mismo día, la convección del sistema se desplazó sobre el sur de Filipinas. En las horas siguientes, sus remanentes volvieron a girar al suroeste, antes de disiparse el 16 de abril, justo al norte de la costa de la isla de Mindanao. Finalmente, el 17 de abril, la PAGASA clasificó a la depresión como un área de baja presión y por lo tanto, ya no se vigilaría más.

### Tormenta tropical severa Tapah
A iniciar el 27 de abril, la JMA reportó la formación de una depresión tropical a 515 kilómetros al sursureste de Agaña, Guam. A las 15:00 UTC, la JTWC lo designó como la depresión tropical Seis-W con bandas formativas adheridas a un centro de circulación de bajo nivel consolidándose. Debido al entrar en contacto con aguas más cálidas con un desplazamiento en dirección norte, la depresión se intensificó rápidamente a tormenta tropical con nombre: Tapah, el 28 de abril. Día después, el sistema alcanzó la intensidad de tormenta tropical severa según la JMA, y la categoría uno de tifón según la JTWC. Estos midieron su máximo pico de intensidad de vientos en 95 km/h en 10 minutos y 120 km/h en 1 minuto respectivamente. Por la presencia de una cizalladura de viento, y la entrada a aguas más frías, el sistema se debilitó, siendo degradado por la JTWC a la categoría de tormenta tropical apenas 12 horas después de su categorización a tifón. Por su parte, la JMA lo hizo hasta el 30 de abril, en su boletín de las 18:00 UTC. El 2 de mayo, fue degradado a una depresión debido a una circulación evidentemente expuesta. Sus remanentes fueron absorbidas por un ciclón extratropical.

### Tormenta tropical Mitag (Ester)
El 9 de junio, la JMA reportó la formación de una nueva depresión tropical a 115 kilómetros al sursureste de Hengchun, Taiwán.  Día después, la PAGASA nombró al sistema como: Ester, mientras descargaba precipitaciones al norte de las Filipinas.  En la noche del día siguiente, la convección del sistema incrementó, propiciando así, la clasificación de este sistema como tormenta tropical, según la JMA, con el nombre de: Mitag.  Al mismo tiempo, la JTWC lo clasificó como una tormenta subtropical.  Sin embargo, el 12 de junio, la JMA emitió su aviso final indicando la transición a ciclón extratropical del sistema. El Mitag fue la primera tormenta en que la JTWC no emitió avisos sobre una tormenta nombrada desde la tormenta tropical Yutu, clasificado como una tormenta subtropical.

### Tormenta tropical Hagibis
Este sistema tuvo las mismas características de formación del Mitag. En su estructura, una pequeña circulación empezó a formarse en el mar de la China Meridional el 9 de junio. El sistema, primeramente fue catalogado como una perturbación tropical el 11 de junio.  Dos días después, la JMA lo clasificó como una depresión tropical, mientras se desplazaba lentamente en dirección noreste. Al siguiente día, la JTWC emitió un TCFA (Alerta de Formación de Ciclón Tropical) sobre la depresión, nombrándolo horas más tarde como la depresión tropical Siete-W.  Por su parte, la JMA nombró al sistema como la tormenta tropical Hagibis. El 15 de junio, el Hagibis tocó tierra sobre el sur de China, sobre la provincia de Cantón. Al día siguiente, ambas agencias dejaron de emitir avisos sobre este sistema a medida que sus remanentes se internaron al norte, tierra adentro.
Al entrar en contacto nuevamente con el mar, sus remanentes regeneraron, por eso ambas agencias clasificaron a este sistema como una depresión tropical, y luego a tormenta tropical según la JMA.  El 17 de junio, la JMA declaró al sistema como un ciclón extratropical. A su paso, trece mil personas fueron afectadas por la tormenta. Las pérdidas económicas resultadas de la tormenta asciendían a los $93 millones USD. Dos días después, la cifra aumentó a unos $103,3 millones USD llegando hasta los $131 millones USD el 20 de junio. El gobierno chino reportó, el 19 de junio, 11 fallecidos en las regiones afectadas por el Hagibis.

### Tifón Neoguri (Florita)
El precursor de este sistema fue un disturbio tropical que se formó el 30 de junio cerca de Guam, islas Marianas. El 1 de julio, este se intensificó debido al contacto con aguas muy cálidas y su desarrollo de convectivo.  Fue declarado como una depresión tropical por la JMA el 2 de julio y la depresión tropical Ocho-W por la JTWC al día siguiente. Después de esto, fue catalogado como tormenta tropical, primeramente por la JTWC a las 21:00 UTC del 3 de julio y por la JMA a las 0:00 UTC del 4 de julio, nombrándolo: Neoguri.
Después de esto, el Neoguri entró en una fase de rápida intensificación. El 4 de julio la JMA lo clasificó como un tifón y día después, ya era considerado como un tifón de categoría cuatro por la JTWC, con un ojo simétricamente definido.  Al mismo tiempo, el ciclón entró al Área de Responsabilidad Filipina, en donde la PAGASA lo nombró como: Florita.  Después de esto, el Neoguri se encontraba en un ambiente favorable, con una temperatura superficial del mar muy cálida. Por eso, el 6 de julio la JTWC lo clasificó como un supertifón con su máximo pico de intensidad de vientos de 250 km/h en un minuto y una presión mínima de 930 hPa, sin ser clasificado a la categoría cinco de la Escala de Saffir-Simpson (≥252 km/h). Por su parte, la JMA estimó los vientos en 175 km/h equivalentes a 10 minutos. El 8 de julio, el Neoguri se debilitó a la categoría tres y la PAGASA afirmó la salida del tifón de su área de responsabilidad.
Después de esto, el Neoguri se debilitó a tormenta tropical severa según la JMA. Debido a ciertos factores, el Neoguri se desplazó en dirección este. El 10 de julio, la JMA degradó al sistema a tormenta tropical mientras que la JTWC emitió su aviso final sobre este. Al mismo tiempo, la circulación se expuso cuando afectaba el sur de Japón. El 11 de julio, la JMA emitió su aviso final mientras se convertía en un ciclón extratropical. Sus remanentes extratropicales interactuaron con otra baja mientras se desplazaba al noreste. A su paso, el tifón dejó siete personas muertas y cerca de 50 lesionadas.

### Tifón Rammasun (Glenda)
Una zona de convergencia intertropical engendró a un disturbio tropical el 9 de julio a 278 kilómetros al este de Chuuk, Estados Federados de Micronesia. Tuvo las mismas características de formación e intensificación del Neoguri, su predecesor, mostrando una convección profunda sobre aguas cálidas. Al día siguiente, ambas agencias, la JMA y la JTWC clasificaron a este sistema como una débil depresión tropical, denominado por la JTWC como Nueve-W (09W). El 11 de julio, la agencia mencionada ascendió al sistema a la categoría de tormenta tropical, y por lo tanto se iniciaron a emitir avisos y alertas en Guam y el resto de las islas Marianas. En la noche del mismo día, la JTWC lo degradó a una depresión tropical mientras pasaba sobre Guam, entrando a un área de condiciones sumamente favorables y una cizalladura vertical de viento débil. Luego, la JMA declaró a este sistema como la tormenta tropical Rammasun. Después de esto, el Rammasun se desplazó a oeste a 28 km/h, sus bandas convectivas se hicieron más persistentes. Mientras tanto, la tormenta entró al Área de Responsabilidad Filipina el cuál la PAGASA lo denominó como Glenda. El sistema se intensificó gradualmente a tormenta tropical severa a medida que entraba en un área de condiciones favorables, aguas cálidas y una cizalladura de viento débil. Después de esto, ambas agencias, la JMA y la JTWC categorizaron al sistema como un tifón mientras que en el centro del ciclón se desarrolló un ojo.
En las horas de la mañana del 15 de julio, el Rammasun se intensificó a la categoría tres en la Escala de Saffir-Simpson con una presión mínima de 945 hPa. Según la JTWC en análisis posteriores se afirmó, que el tifón había alcanzado la categoría cuatro, antes de tocar tierra sobre Albay, Bícol en Filipinas. Debido a su interacción con tierra, el Rammasun rápidamente se debilitó a tifón con un ojo colapsado el día 16 de julio. Horas más tarde, la tormenta entró al mar de la China Meridional, y reintensificó a la categoría tres de tifón.  El 18 de julio, el Rammasun entró en otra área de aguas cálidas, propiciando su fortalecimiento hasta alcanzar su pico de intensidad, como un supertifón de categoría cinco por la JTWC. Al mismo tiempo, la tormenta inició su debilitamiento al tocar tierra sobre la provincia de Hainan. Al día siguiente, la tormenta inició a debilitarse y ambas agencias degradaron al Rammasun a la categoría de tormenta tropical mientras se desplazó sobre la región de Guangxi, su tercer contacto con tierra. La JTWC emitió su aviso final sobre este sistema en la noche de ese día. El 20 de julio, la JMA reportó que el Rammasun se había debilitado a depresión tropical antes de disiparse sobre la provincia de Yunnan. A su paso, el tifón dejó 40 muertos y daños calculados en USD 27 millones en Filipinas. 18 personas muertas se reportaron en China.

### Tifón Matmo (Henry)
Formado a partir de una zona de convergencia intertropical, una depresión tropical fue identificado por la JMA el 16 de julio.  Fue reconocido por la JTWC como la depresión tropical Diez-W a las 15:00 UTC del día siguiente. A finales de ese día, se convirtió en la tormenta tropical Matmo. El 18 de julio, entró al Área de Responsabilidad Filipina y fue nombrado por PAGASA: Henry. Con una estructura distintiva, fue reconocido como un tifón el 19 de julio, a las 06:00 UTC por la JMA y a las 15:00 UTC por la JTWC. El 22 de julio, luego de desplazarse al noroeste y haber alcanzado la categoría dos, el ojo del Matmo hizo contacto con tierra sobre Taiwán. Después de pasar sobre el estrecho de Taiwán, hizo su segundo y último contacto sobre la China continental el 23 de julio, donde, el 25 de julio, se disipó. A su paso el tifón dejó muchas pérdidas humanas y materiales. Una persona fue reportada muerta con daños materiales en Taiwán. Además, el tifón causó que el Vuelo 222 de TransAsia Airways se accidentase en las Islas Pescadores, cerca de Taiwán, dejando como saldo de al menos 48 personas muertas. Según el gobierno del condado de Yilan, los daños a la agricultura fueron calculados en USD 1,5 millones.

### Tormenta tropical severa Nakri (Inday)
El 19 de julio, una depresión tropical se formó al sureste de Guam. El sistema, se desplazó en dirección noroeste durante unos días. Después de esto, su convección profunda incrementó asociado a su centro de circulación. Sin embargo, el sistema no se iba a intensificar más debido a condiciones infavorables. El 22 de julio, se degradó a un área de baja presión. El 25 de julio, el sistema regeneró, consolidando convección profunda sobre su centro de circulación sobre ambiente favorable. Por lo tanto, la JMA reinició los avisos de la depresión tropical el 26 de julio. El 29 de julio, la PAGASA catalogó a la depresión y lo nombró como Inday.
Durante ese tiempo, la convección del sistema incrementó en el lado oeste de la tormenta lo cual indicaba una intensificación. Dieciocho horas después que la PAGASA nombrara al sistema, la JMA lo ascendió a la categoría de tormenta tropical y lo nombró: Nakri. Sin embargo, la JTWC aún lo clasificaba como un disturbio tropical con una convección profunda evidente Debido a su fortalecimiento, la JMA clasificó al sistema como una tormenta tropical severa el 31 de julio. Ya el 2 de agosto, la JTWC describió vientos de 35 nudos en el sistema, clasificándolo al sistema como una tormenta tropical con designación 12W. Después de esto, su intensidad con su centro de circulación de magnitud baja expuesto se mantuvieron constantes. Caracterizado por una trayectoria irregular que lo precedía, el Nakri finalmente hizo contacto con tierra, exactamente en la península de Corea debilitado a depresión tropical. En ese lugar, el sistema provocó precipitaciones extremas con inundaciones y deslizamientos de tierra dejando un saldo de 10 personas muertas. En Japón, específicamente en la Región de Shikoku, la tormenta provocó lluvias torrenciales con el saldo de un muerto.  El 4 de agosto, el sistema finalmente se disipó sobre la península.

### Tifón Halong (José)
Otra área de baja presión se formó al este de Palaos el 24 de julio. Días después el sistema se desplazó en dirección oeste-noroeste, fortaleciendo su estructura convectiva. Fue clasificado como una depresión tropical por la JMA el 27 de julio.  El 29 de julio, el sistema mostró signos de intensificación y a las 15:00 UTC la JTWC asignó al sistema como la depresión tropical Once-W (11W) ubicado a 563 kilómetros de la base estadounidense de Andersen en Guam. A las 03:00 UTC del siguiente día, la depresión mostraba un ojo definido que horas más tarde desapareció, con bandas nubosas consolidándose estrechamente. Es por eso que el sistema fue catalogado, por ambas agencias, como la tormenta tropical Halong. Con esto se emitieron avisos y alertas para afrontar el sistema, en especial en las islas Marianas y Guam. Horas más tarde, el centro del Halong pasó entre Guam y Rota, donde provocó vientos de tifón y de fuerza galerna.
Por 24 horas, la intensificación del Halong fue latente debido a una cizalladura de viento muy fuerte y vientos de magnitud alta insuficientes. Después de esto, la JMA lo ascendió a la categoría de tormenta tropical severa; ambas agencias, lo clasificaron como un tifón "mínimo". Al mismo tiempo, el tifón inició su fase de intensificación rápida, con el desarrollo de un ojo perfectamente claro y estructura convectiva muy establecida. La JTWC categorizó al Halong como un supertifón de categoría cinco con vientos máximos de 260 km/h, al mismo tiempo entró al Área de Responsabilidad Filipina y fue nombrado: José por la PAGASA. El 4 de agosto, el Halong tuvo un ciclo de reemplazamiento de ojo y se degradó a la categoría cuatro. Después de esto, el Halong se debilitó por un tiempo limitado debido a la influencia persistente de una cizalladura de viento al norte-noreste del sistema. Siguiendo un desplazamiento del oeste al norte-noreste, su intensidad se mantuvo constante debido a las condiciones que aún favorecían al sistema, su convección profunda se degradó paulatinamente con un ojo de tamaño y forma variables. En las horas iniciales del 10 de agosto, el Halong, degradado a tormenta tropical por la JTWC y tormenta tropical severa por la JMA, finalmente hizo contacto con tierra, en la región de Shikoku al sur de Japón. El 11 de agosto, el sistema fue visto por última vez, por ambas agencias, convertido en ciclón postropical. Al llegar a Japón, el tifón provocó daños materiales y pérdidas humanas. El 10 de agosto, al menos seis personas murieron y 70 resultaron heridas. Al día siguiente, tres más fallecieron y alrededor de un millón de personas fueron evacuadas durante la tormenta.

### Tifón Genevieve
El huracán Genevieve entró a la cuenca del Pacífico occidental el 7 de agosto con intensidad de categoría cuatro en medio de su proceso de intensificación explosiva.  Horás más tarde, el ahora tifón, alcanzó su máximo pico de intensidad de vientos de 260 km/h en un minuto, siendo clasificado por la JTWC como un supertifón de categoría cinco en la Escala de Saffir-Simpson.  La JMA por su parte midió sus vientos en 205 km/h en 10 minutos y una presión mínima de 915 hPa, que lo convirtió en el cuarto tifón más intenso de la temporada de tifones en el 2014. Después de esto, el 9 de agosto, el Genevieve empezó a desplazarse en dirección norte en medio de un ambiente en que predominaba una cizalladura de viento de ligera a moderada, que provocó la degradación a categoría tres de tifón por la JTWC. El sistema siguió debilitándose aún más y de manera rápida, debido al incremento de la cizalladura y la entrada de aire seco al sur del tifón, y al mismo tiempo, el ojo iniciaba a cerrarse. El sistema se debilitó a tifón mínimo a medida que desarrolló un ojo secundario, aunque este pronto desapareciò A partir del 10 de agosto, el Genevieve se desplazó a aguas más frías lo que potenció aún más su debilitamiento. Ya degradado a tormenta tropical por la JTWC y tormenta tropical severa por la JMA, su convección profunda empezó a desaparecer con su centro de circulación de magnitud baja ligeramente contraído. El Genevieve se degradó a depresión tropical y el 15 de agosto, finalmente se convirtió en ciclón extratropical sobre aguas frías después de 22 días de recorrer el Pacífico, proveniente de las costas de Centroamérica. La JMA, por su parte, siguió vigilándolo hasta el 14 de agosto, cuando interactuó con un área de alta presión. Los remanentes del Genevieve fueron absorbidos por otra baja presión al norte el 15 de agosto.

### Tormenta tropical severa Fengshen
Un área de nubosidad convectiva persistió cerca de Palaos a finales del mes de agosto. El sistema entró en un ambiente favorable en el mar de las Filipinas, por lo que propició su fortalecimiento. El 5 de septiembre, la JMA clasificó al sistema como depresión tropical. Al día siguiente, la JTWC emitió su "Tropical Cyclone Formation Alert", a medida que el sistema se intensificaba con suficiente convección y su estancia en ambiente favorable. El 7 de septiembre, la JMA promovió al sistema a la categoría de tormenta tropical con nombre: Fengshen. Mientras la JTWC, lo designó como la depresión tropical 13W (Trece-W), promoviéndolo a tormenta tropical seis horas después. A las 18:00 UTC el sistema fue declarado como tormenta tropical severa y a inicios del 8 de septiembre, alcanzó su pico de intensidad de vientos en 10 minutos de 100 km/h y una presión mínima de 980 hPa.  Sin variaciones en su intensidad, el Fengshen se desplazó en dirección este-noreste con una franja nubosa curveada y adherida a su centro de circulación de magnitud baja (LLCC) muy visible, similar a un ojo. Finalmente, la entrada a aguas más frías propició la pérdida de características tropicales del Fengshen. Se convirtió en un ciclón barotrópico el 10 de agosto al este de Japón y, por lo tanto, ya no se vigilaría más.

### Depresión tropical Catorce-W (Karding)
El 1 de septiembre, se empezó a vigilar una baja presión en conjunto con un área de convección y fue declarado "disturbio tropical". Aunque este presentaba convección, permaneció débil debido a la cercanía de otra depresión tropical al este. Afectó a las Filipinas el 3 de septiembre con reportes de granizada en el Valle de Compostela. La JMA clasificó a este sistema como un "Low Pressure Area", LPA o área de baja presión en español, mientras entraba al mar de la China Meridional. El 5 de septiembre, la JMA clasificó a este sistema como una depresión tropical menor. Al día siguiente, la JTWC emitió un "Tropical Cyclone Formation Alert (TCFA)" o Alerta de Formación de Ciclón Tropical mientras que la JMA afirmaba que este sistema se había convertido totalmente en depresión tropical, en medio de condiciones favorables. Horas más tarde, la PAGASA nombró a la depresión: "Karding" y la JTWC lo categorizó como la depresión tropical Catorce-W el 7 de septiembre, debido a la presencia de bandas nubosas adheridas al centro. Horas después, la JMA emitió su aviso final sobre este sistema debido a una desorganización, aunque la JTWC aún seguía emitiendo avisos. Con su convección desplazada al noroeste del centro, la depresión tropical Catorce-W tocó tierra sobre Vietnam el 8 de septiembre donde horas después, se disipó.

### Tifón Kalmaegi (Luis)
El 10 de septiembre, una perturbación tropical se formó al noreste de Palaos. Tiempo más tarde, la JTWC reportó que se había convertido en la depresión tropical Quince-W (15W). El 11 de septiembre, la JMA y la PAGASA finalmente iniciaron a emitir avisos sobre esta depresión. El 12 de septiembre y a medida que la depresión entró en ambiente favorable, se intensificó a tormenta tropical, siendo nombrado por la JMA: Kalmaegi. Después de esto, fue catalogado como tormenta tropical severa el 13 de septiembre a las 0:00 UTC y a tifón nueve horas después. A inicios del 14 de septiembre, el Kalmaegi tocó tierra sobre el norte de Luzón, como tifón categoría uno, con un pico de intensidad de vientos de 130 km/h en 1 y 10 minutos. Debido al contacto con tierra, el sistema se debilitó a tormenta tropical, con su estructura convectiva debilitada.
Al salir al mar de la China Meridional, el sistema se reintensificó a tifón con bandas nubosas acopladas a un centro progresivamente definido. La PAGASA emitió su aviso final a medida que salió del Área de Responsabilidad Filipina. Mientras se desplazaba sobre el mar, el Kalmaegi alcanzó y mantuvo su segundo pico de intensidad, con vientos de 130 km/h en 1 minuto, 140 km/h en 10 minutos y una presión mínima de 960 hPa. El 16 de septiembre, el tifón tocó tierra sobre la península de Leizhou, después se desplazó sobre el norte del golfo de Tonkin y a finales de aquel día, hizo su tercer contacto sobre la costa norte de Vietnam, debilitado a tormenta tropical severa. El 17 de septiembre, el Kalmaegi finalmente se disipó sobre las montañas de Vietnam. A su paso por Filipinas y debido a la marejada ciclónica que provocó, un ferry que transportaba 85 pasajeros se hundió en las costas de Surigao y provocó la muerte de tres personas y tres desaparecidos.  En ese país el ciclón dejó como saldo un total de 12 muertos y USD $18,3 millones en pérdidas materiales. En China, se reportaron 8 muertos, 29 lesionados y USD $55,86 millones en pérdidas.  Y en Vietnam, se reportaron 13 muertos, 15 heridos y daños estimados en USD $944 mil.

### Tormenta tropical Fung-wong (Mario)
El 13 de septiembre, un área de nubosidad convectiva persistió cerca del mismo lugar, en el que el Kalmaegi se formó. Al día siguiente, la JTWC lo promovió a la categoría de perturbación tropical y lo designó: 96W. El sistema entró en aguas más cálidas y un ambiente en el que predominaba una cizalladura de viento moderada. Fue declarado como depresión tropical por la JMA el 16 de septiembre. Al día siguiente, la depresión se desplazó sobre el Área de Responsabilidad Filipina (PAR en inglés) y fue nombrado: Mario. Horas más tarde, la JTWC afirmó que había suficiente organización como para ser declarada como la depresión tropical Dieciséis-W a las 15:00 UTC del 17 de septiembre. Mientras la cizalladura de viento disminuyó alrededor del sistema, este pudo intensificarse más, por lo que la JMA promovió a la depresión a la categoría de tormenta tropical, el 18 de septiembre a las 03:00 UTC, con nombre: Fung-wong. La JTWC lo promovió a las 03:00 UTC del día siguiente.
La tormenta mantuvo su intensidad mientras afectaba a la región de Luzón e hizo contacto con tierra la noche del día siguiente sobre la punta norte de Cagayán. A las 18:00 UTC del 19 de septiembre, la JMA lo promovió a la categoría de tormenta tropical severa, aunque el sistema falló en intensificarse más y alcanzó su pico de intensidad de vientos de 95 km/h en 10 minutos y una presión mínima de 980 hPa. En análisis posteriores se concluyó que el sistema nunca alcanzó esta categoría y que su pico de intensidad fue de 85 km/h con una presión de 985 hPa. Se reportaron la presencia de nubes frías altas alrededor del centro y precipitaciones torrenciales sobre el norte de Filipinas. El 21 de septiembre, la tormenta rozó las costas del sureste de Taiwán y debido a la interacción con tierra, el sistema se debilitó. A finales del 22 de septiembre, el Fung-wong se encontró con una cizalladura vertical de viento moderada mientras se aproximaba al este de China. La JMA degradó al Fung-wong a tormenta tropical, mientras tocába tierra sobre Shanghái el 23 de septiembre. El 24 de septiembre, el sistema inició a interactuar con un sistema frontal y se convirtió en ciclón extratropical.  Por lo tanto, la JMA emitió su aviso final sobre la tormenta. Al igual que la depresión tropical Catorce-W (Karding), se reportó una granizada en Makati el 18 de septiembre. También se reportaron inundaciones severas en muchas partes de Luzón, en especial Manila, luego del embate el tifón Kalmaegi. Se reportaron la muerte de personas y los daños fueron estimados en USD $30 millones. En Taiwán, el sistema dejó como saldo tres personas muertas.

### Tormenta tropical severa Kammuri
Similar a la formación del Fung-wong, otra área de nubosidad convectiva persistió el 19 de septiembre.  El 22 de septiembre, la JMA y la JTWC empezaron a monitorear una perturbación tropical sobre las islas Marianas. Horas después, la JMA promovió a esa perturbación a la categoría de depresión tropical mientras mostraba signos de intensificación. Este proceso continuó hasta el 24 de septiembre, cuando la organización lo promovió a la tormenta tropical Kammuri, mientras que la JTWC lo designó como la depresión tropical Diecisiete-W. Mientras consolidaba su centro de circulación de magnitud baja, el Kammuri elongó su convección. Después de ser promovido a tormenta tropical por la JTWC a las 15:00 UTC del 25 de septiembre, el sistema inició a formar un ojo, con la presencia de una cizalladura de viento débil y su estancia en aguas cálidas. El 26 de septiembre, la JMA promovió al Kammuri a la categoría de tormenta tropical severa. Horas más tarde, alcanzó su pico de intensidad de vientos de 95 km/h en 10 minutos, mas no la intensidad de tifón. Día después, inició a interactuar con un sistema frontal, que provocó su debilitamiento. La JMA lo degradó a tormenta tropical y la JTWC pronosticó su transición a ciclón extratropical en 60 horas. Finalmente, el 30 de septiembre y menos de lo esperado, el Kammuri adquirió características extratropicales, propiciando a la JMA a emitir su aviso final sobre este sistema.

### Tifón Phanfone (Neneng)
El 26 de septiembre, un área amplia de convección persistió al oeste de la línea internacional de cambio de fecha, al mismo tiempo que la JTWC lo denominó como una perturbación tropical. El 28 de septiembre, la JMA lo catalogó como una depresión tropical, mientras que la JTWC lo denominó como la depresión tropical Dieciocho-W, ubicado a 565 kilómetros al norte-noreste de Chuuk, Micronesia. Al día siguiente, el sistema fue promovido por ambas agencias como la tormenta tropical Phanfone, en presencia de un ambiente muy favorable, actividad tormentosa presente y una convección profunda adherida a su centro. Después, el Phanfone continuó presentando signos constantes de intensificación y se convirtió en tifón mínimo a finales del 30 de septiembre. Encontrándose aún sobre ambiente favorable, a partir del 2 de octubre, el ciclón entró en la fase de intensificación rápida y llegó a alcanzar su primer pico de intensidad a las 09:00 UTC, como categoría cuatro, con vientos máximos de 215 km/h en un minuto, 175 km/h en diez minutos y una presión mínima de 935 hPa. A las 15:00 UTC del siguiente día, la JTWC afirmó que el sistema se había debilitado a la categoría tres. Horas más tarde, el ciclón se reintensificó nuevamente a la categoría cuatro, mientras entró al Área de Responsabilidad Filipina con el nombre de: tifón Neneng.
Después de desplazarse por un corto período de tiempo por el área, el tifón salió de ésta y el 4 de octubre, alcanzó su segundo pico de intensidad como supertifón, presentando vientos de 240 km/h en un minuto. Al encontrarse en condiciones infavorables, el ciclón inicio a debilitarse gradualmente. Los efectos del debilitado Phanfone se empezaron a percibir en Japón a partir del 4 de octubre. Grandes olas y vientos huracanados estuvieron reportándose en el sur del país. Durante el día siguiente, el sistema se desplazó sobre el país con una velocidad notable y provocando lluvias torrenciales. El 6 de octubre la JMA y la JTWC emitieron su aviso final, con un Phanfone muy afectado por los efectos severos de una cizalladura de viento, convección desplazada al noreste y la adquisición de características de un ciclón barotrópico. El sistema dejó daños estimados en USD $41 millones y la muerte de 11 personas, entre ellas un aviador estadounidense en Okinawa.

### Tifón Vongfong (Ompong)
El 30 de septiembre, la JTWC estuvo monitoreando una perturbación tropical débil, proveniente de la zona de convergencia intertropical. De forma gradual, el sistema se intensificó a medida que se desplazaba en medio ambiente favorable. El 2 de octubre, fue identificado como una depresión tropical por la JMA y fue designado: 19W por la JTWC. La depresión alcanzó la intensidad de tormenta tropical y fue nombrado: Vongfong (nombre aportada por Macao, que signifíca avispa en español). Debido a la entrada de aire cálido, el Vongfong se intensificó a tifón mínimo, mientras afectaba a las islas Marianas. Avisos y alertas fueron cancelados, mientras el sistema se desplazaba al oeste y se alejaba del archipiélago. Al día siguiente, el tifón entró en área de mar cálido y provocó el inicio de su fase de rápida intensificación y fue clasificado como tifón de categoría tres por la JTWC a finales de ese día.  A finales del 7 de octubre, la PAGASA declaró que el sistema había entrado en el Área de Responsabilidad Filipina, por lo que lo nombró: Ompong. El Vongfong se intensificó de categoría tres a categoría cinco de supertifón a inicios del 8 de octubre y alcanzó su máximo pico de intensidad de vientos de 285 km/h con una presión mínima de 900 hPa. Esto lo convirtió en la tormenta más intensa del 2014, y la primera desde que lo hiciera el tifón Haiyan.
Aunque el Vongfong mantuvo su intensidad, este empezó un ciclo de reemplazamiento de pared de ojo que provocó su debilitamiento a partir del siguiente día.  El 10 de octubre, la JTWC degradó al sistema a la categoría tres, a medida que su convección inició a debilitarse ligeramente y se debilitó a categoría dos, mientras pasaba sobre Okinawa. Debido a la entrada de aire seco, el Vongfong se debilitó a un tifón mínimo y tocó tierra sobre el suroeste de Japón el 13 de octubre, después que había sido degradado por ambas agencias a tormenta tropical. El aire seco rodeó al lado sur del Vongfong, mientras la JMA emitió su aviso final el 14 de octubre.  La JTWC lo describió por última vez como un ciclón extratropical y con una convección muy desplazada al noreste.

### Tifón Nuri (Paeng)
El 28 de octubre, una perturbación tropical se formó al este de Guam que se desplazaba al oeste. Al día siguiente, se consolidó sobre condiciones favorables, la JMA lo promovió a la categoría de depresión tropical y la JTWC emitió un TCFA.  Al día siguiente, la JTWC inició a emitir avisos sobre la depresión tropical Veinte-W.  Un par de horas después, la JMA (y horas más tarde la JTWC) lo promovió a la categoría de tormenta tropical y fue nombrado: Nuri. Durante del 31 de octubre, el Nuri, se intensificó mientras entró al Área de Responsabilidad Filipina, siendo nombrado como: Paeng por la PAGASA. A inicios del siguiente día, el sistema fue promovido a tormenta tropical severa por la JMA y con un aumento en su actividad convectiva, fue promovido a tifón. A partir del 2 de noviembre, el Nuri inició su fase de rápida intensificación con una disminución en su presión mínima de 55 hPa en un día. Con esto, la JTWC promovió al Nuri a la categoría cuatro. El 3 de noviembre, el Nuri continuó intensificándose y alcanzó la intensidad de categoría cinco mientras empezó a desplazarse en dirección norte. A finales de ese día, el Nuri alcanzó su máximo pico de intensidad, con vientos sostenidos en un minuto de 285 km/h, empatado con el Vongfong, con una presión mínima de 910 hPa.
El incremento de una cizalladura y su estancia en temperatura superficial del mar fría causó al Nuri a debilitarse a partir del 3 de noviembre. Al día siguiente, la JTWC degradó al Nuri a tifón de categoría tres. En ese tiempo, el sistema tuvo un ciclo de reemplazamiento de pared de ojo. Con la pérdida de su ojo y aumento de la cizalladura el sistema se debilitó rápidamente. Ya degradado a tormenta tropical por la JTWC y tormenta tropical severa por la JMA, el sistema inició su transición a ciclón extratropical con una extensión de su estructura, convección profunda disminuida y un desplazamiento acelerado al noreste. Luego de mantener su intensidad por un día, el Nuri completo su transición al este de Japón e inició su ciclogénesis explosiva.
Luego de retener los vientos con fuerza de tifón de 70 nudos o 130 km/h, a inicios del 8 de noviembre, la presión mínima central descendió a 920 hPa en el mar de Bering y se convirtió en uno de los ciclones extratropicales más intensos en el océano Pacífico norte desde que se empezaron a registrar los récords. El Centro de Predicción Oceánica o Ocean Prediction Center de los Estados Unidos, sin embargo, estimó que la presión era de 924 hPa. Tres horas después de su pico de intensidad extratropical, inició a debilitarse. A mediados del 9 de noviembre, el ciclón cruzó la línea internacional de cambio de fecha mientras se debilitó a un sistema de fuerza galerna y giró al norte a inicios del siguiente día. Después de cruzar la línea dos veces, se disipó sobre las islas Aleutianas el 13 de noviembre.

### Tormenta tropical Sinlaku (Queenie)
Formado el 26 de noviembre a partir de una perturbación tropical localizada en Micronesia,  la depresión tropical Veintiún-W (JTWC) o Queenie (PAGASA),  tocó tierra sobre la provincia de Mindanao, al sureste de Filipinas el 27 de noviembre. Internado en el archipiélago, la depresión tuvo varias fluctuaciones en su convección y su centro de circulación de magnitud baja. Después de desplazarse sin ningún cambio sobre el norte del mar de Sulú y tocar tierra por segunda vez sobre la isla de Palawan, al noreste de Puerto Princesa, el sistema entró al mar de la China Meridional e inició a reorganizarse, siendo declarado, por la JMA a las 0:00 UTC y por la JTWC a las 03:00 UTC del 28 de noviembre, como la tormenta tropical Sinlaku (nombre proporcionado por Micronesia que hace alusión a una legendaria diosa de Kosrae). Debido a la poca influencia de una cizalladura de viento, el sistema se fortaleció su actividad convectiva cerca de su centro durante el 28 de noviembre. Luego de alcanzar su pico de intensidad el día siguiente, el Sinlaku tocó tierra sobre Vietnam y empezó a debilitarse. Con esto, la JTWC emitió su aviso final a las 21:00 UTC de ese día y la JMA a las 06:00 UTC del día siguiente, cuando el sistema se desvanecía sobre la península de Indochina. A su paso por Filipinas, el sistema dejó un saldo de 4 personas muertas, dos lesionadas y ocho desaparecidas. Además se reportaron más de 9.000 familias afectadas en varias partes de Cebú, Bohol, Negros Oriental y Negros Occidental.

### Tifón Hagupit (Ruby)
A finales del 29 de noviembre, una perturbación tropical se formó justamente al norte del ecuador cerca de Chuuk, Estados Federados de Micronesia. Al día siguiente, entró en un área de condiciones favorables y se fortaleció aún más. Con esto, la JTWC emitió una Alerta de Formación de Ciclón Tropical de la perturbación. A inicios del 1 de diciembre, la JMA y la JTWC lo promovieron a depresión tropical y fue designado como 22W por esta última organización. Tiempo después fue promovido a tormenta tropical por la JTWC y por la JMA, siendo nombrado: Hagupit (nombre aportado por Filipinas y significa: azotar, latigazo). Después de ser promovido a tormenta tropical severa por la JMA, se intensificó explosivamente 50 hectopascales, de un tifón categoría uno el 2 de diciembre a supertifón categoría cinco a inicios del 4 de diciembre. Mientras se intensificaba rápidamente, el 3 de diciembre, entró al Área de Responsabilidad Filipina y fue nombrado: Ruby por la PAGASA.
Luego de alcanzar su máximo pico de intensidad, con vientos en un minuto de 285 km/h y en 10 minutos de 215 km/h con una presión mínima de 905 hPa, el tifón tocó tierra en la municipalidad de Dolores, Sámar Oriental a las 13:15 UTC del 6 de diciembre. Después de otros contactos sobre el archipiélago filipino y de desplazarse generalmente al oeste, el sistema salió al mar de la China Meridional como una debilitada tormenta tropical. Con la presencia de una moderada cizalladura vertical de viento sobre el mar, la tormenta no pudo intensificarse más y su estructura fue severamente deformada, con un centro expuesto y convección cizallada al este. Mientras se desplazaba al oeste-suroeste y estar extremadamente influenciado por la cizalladura, el Hagupit fue visto por última vez por la JTWC y la JMA el 12 de diciembre sobre el este de Vietnam.
A su paso por Filipinas el Hagupit dejó a 18 personas muertas y daños materiales cuantificados en US$ 113,6 millones.

### Tormenta tropical Jangmi (Seniang)
Quince días después que el tifón Hagupit se disipara, el 27 de diciembre de 2014, una perturbación tropical se formó a 639 kilómetros al oeste de Koror, Palaos, con un centro de circulación de magnitud baja débil pero consolidada y una convección profunda limitada al norte de este. Fue designado como una depresión tropical por la Agencia Meteorológica de Japón a las 06:00 UTC de aquel día. A las 19:30 UTC la JTWC emitió una Alerta de Formación de Ciclón Tropical (TCFA) indicando una mejor organización de su estructura, mientras que a las 21:00 UTC la PAGASA lo nombró como: depresión tropical Seniang. Con sus bandas convectivas visibles acoplándose al centro de circulación, la JTWC promovió a la perturbación como la depresión tropical Veintitres-W ubicada a 1.058 kilómetros al sureste de Manila. A las 21:00 UTC del día siguiente, la JTWC y la PAGASA lo promovieron a tormenta tropical después de haber tocado tierra sobre Baculín, Jinatúan en la provincia de Surigao del Sur a las 19:45 UTC. A las 00:00 UTC del 29 de diciembre y con la presencia de un aparente ojo en las imágenes por microondas, la JMA lo clasificó como la vigésimo tormenta tropical del año y lo nombró: Jangmi (nombre aportado por Corea del Sur que significa: Rosa en coreano).
Después del contacto con tierra, el Jangmi atravesó la región del Caraga, Mindanao descargando precipitaciones torrenciales y vientos fuertes. Horas después salió de esta región y, mientras se desplazaba al noroeste, alcanzó su pico de intensidad con vientos sostenidos en un minuto de 85 km/h (50 mph). El 30 de diciembre, el sistema hizo nuevamente contacto con tierra sobre Cebú y el sur de Negros. Luego de cruzar el archipiélago de Bisayas, el sistema desorganizó su estructura y, por lo tanto, fue degradado a depresión tropical a las 15:00 UTC de aquel día. Por la influencia de una cresta subtropical en el mar de la China Meridional, el Jangmi giró al oeste-suroeste, hacia el mar de Sulú donde una cizalladura de viento moderada deformó significativamente su estructura. Por esta razón, la JTWC, a las 03:00 UTC del 31 de diciembre de 2014, emitió su aviso final y lo degradó a un área de baja presión a 215 kilómetros al norte de Zamboanga, Filipinas. Sus remanentes, aún considerados como depresión tropical por la JMA, siguieron desplazándose al suroeste. A finales del 1 de enero de 2015, el sistema finalmente sucumbió a la cizalladura y se disipó sobre el noreste de Borneo, por lo que la JMA emitió su aviso final. A su paso por las Filipinas, la tormenta dejó un saldo de 66 muertos, 43 lesionadas, 6 desaparecidos y pérdidas aproximadas a los USD $28,3 millones.

## Otras tormentas

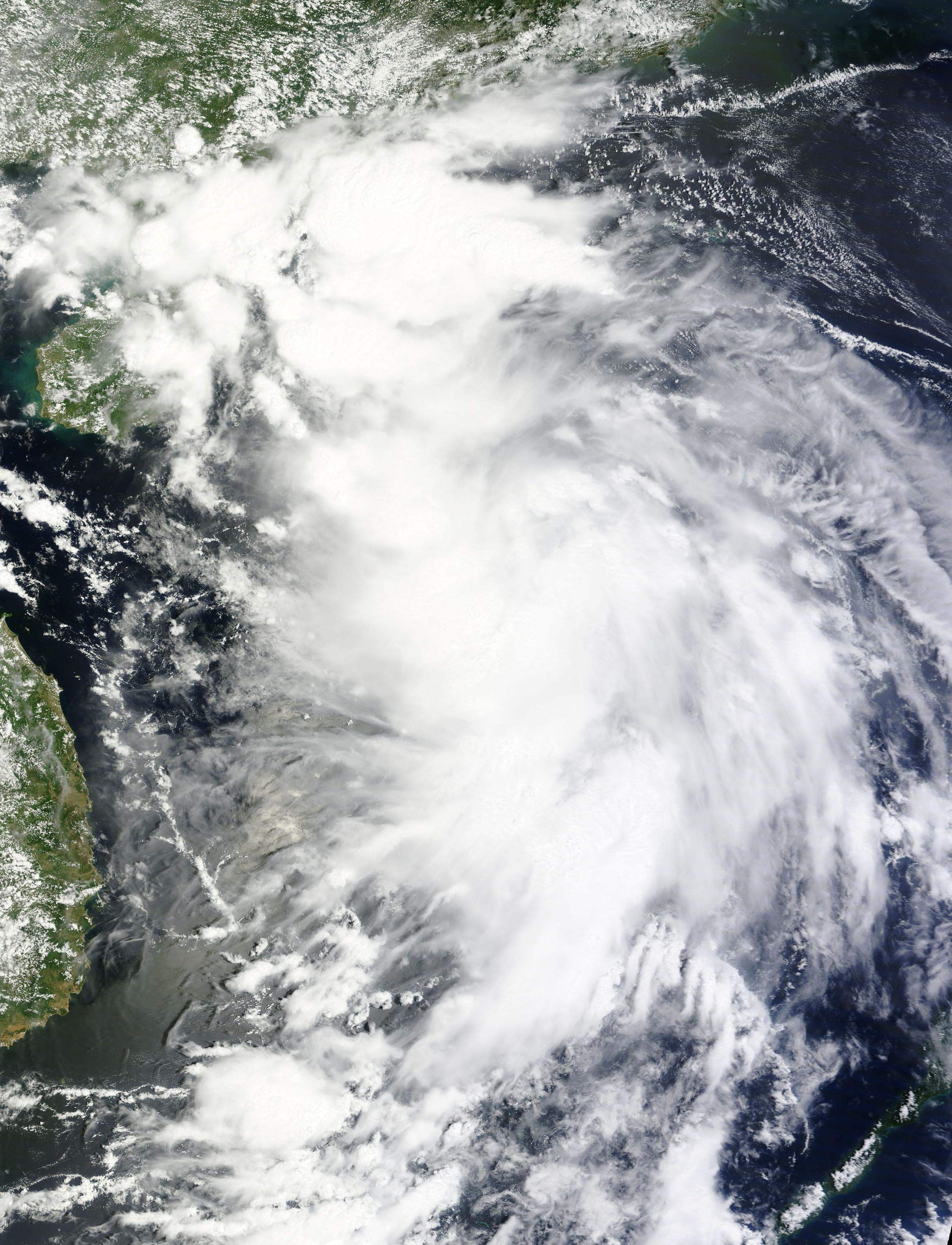
Una depresión tropical (DT JMA 18) en el mar de la China Meridional el 27 de agosto.

- El 11 de marzo, la JMA reportó la formación de una depresión tropical a 195 kilómetros al este de Mati City, Filipinas. El sistema no tuvo transcendencia y el 13 de marzo se disipó.[487]
- El 19 de abril, la JMA reportó la formación de una depresión tropical a 490 kilómetros al suroeste de Agaña, Guam.[488] Debido a su convección pobremente consolidada y el contacto a aguas frías, el 22 de abril, la depresión se degradó a un disturbio tropical mientras se desplazaba al oeste.[489]
- Un área de convección se desarrolló en el mar de las Filipinas el 15 de agosto. Luego, se transformó en un disturbio tropical. El sistema continuó a desplazarse en dirección oeste mientras afectó a las Filipinas, provocando lluvias torrenciales en especial Cavite. El sistema fue ascendido a la categoría de depresión tropical el 19 de agosto mientras afectó a China. Sin embargo, la JMA emitió su aviso final horas más tarde, mientras era absorbido por un sistema frontal.[490]
- Un área de nubosidad conveccional persistió sobre las Filipinas contribuyendo a traer lluvias torrenciales el 25 de agosto. La nubosidad formó un área de baja presión mientras se desplazó sobre el mar de la China Meridional al siguiente día.[491] Fue clasificado como una depresión tropical el 27 de agosto por la JMA.[492][493] La depresión afectó a la isla de Hainan en el sur de China y el norte de Vietnam trayendo lluvias torrenciales e inundaciones mientras se desplazó en dirección oeste.[494][495]  El 29 de agosto, el sistema se debilitó a baja presión al este del meridiano 100 este.[496]
- Un área de baja presión se formó de una vaguada de magnitud alta a cientos de kilómetros al este-sureste de Japón, el 31 de agosto. Este empezó a organizarse, presentando vientos de depresión tropical en su parte sur. El 4 de septiembre, la JMA lo declaró como una depresión tropical. Aunque el sistema se desplazó en un área de una cizalladura vertical de viento moderada, el sistema se convirtió en ciclón extratropical el 5 de septiembre.[497]

## Nombres de los ciclones tropicales
Dentro del océano Pacífico noroccidental, ambos la JMA y PAGASA asignaron nombres a los ciclones tropicales que se formaron en el Pacífico occidental, los cuales resultaron en un ciclón tropical con dos nombres. El Centro Meteorológico Regional Especializado de la Agencia Meteorológica de Japón - Typhoon Center asignaba nombres internacionales a ciclones tropicales en nombre del Comité de Tifones de la Organización Meteorológica Mundial sí tenían una velocidad de vientos sostenidas en 10 minutos mayoresa 65 km/h. Los nombres de ciclones tropicales muy destructivos son retirados, por PAGASA y el Comité de Tifones. En caso de que la lista de nombres para la región filipina se agote, los nombres serán tomados de una lista auxiliar en el cual los primeros diez son publicados en cada temporada. Los nombres no usados están marcados con gris, y los nombres en negrita son de las tormentas formadas.

### Nombres internacionales
Los ciclones tropicales fueron nombrados de la siguiente lista del Centro Meteorológico Regional Especializado en Tokio, una vez que alcanzan la fuerza de tormenta tropical. Los nombres son aportados por miembros de la ESCAP/WMO Typhoon Committee. Cada miembro de las 14 naciones o territorios contribuyen con 10 nombres, el cual son usados en orden alfabético por el nombre inglés del país (p.ej. China, Federated States of Micronesia, Japan, South Korea, etc.). Los siguientes 22 nombres son:
| - Lingling (1401) - Kajiki (1402) - Faxai (1403) - Peipah (1404) - Tapah (1405) - Mitag (1406) | - Hagibis (1407) - Neoguri (1408) - Rammasun (1409) - Matmo (1410) - Halong (1411) | - Nakri (1412) - Fengshen (1414) - Kalmaegi (1415) - Fung-wong (1416) - Kammuri (1417) | - Phanfone (1418) - Vongfong (1419) - Nuri (1420) - Sinlaku (1421) - Hagupit (1422) - Jangmi (1423) |

#### Ciclones provenientes de otras regiones
Los ciclones que entran al Pacífico occidental provenientes de otras regiones (océano Índico, Pacífico oriental y central) conservan sus nombres originales y son designados numeralmente por la JMA.
| - Genevieve (1413) |

### Filipinas
La PAGASA usa sus propios nombres para los ciclones tropicales en su área de responsabilidad. Ellos asignaban nombres a las depresiones tropicales que se formen dentro de su área de responsabilidad y otro ciclón tropical que se mueva dentro de su área de responsabilidad. En caso de que la lista de nombres dadas a un año sean insuficientes, los nombres de la lista auxiliar serían tomados, los primeros diez de los cuales son publicados cada año antes que la temporada empiece. Los nombres no retirados serán usadas en la temporada del 2018. Esta fue la misma lista usada en la temporada del 2010, a excepción de José y Karding que sustituyeron a Juan y Katring respectivamente. Se suponía que el nombre de Kanor iba a ser el nombre reemplazante de Katring, pero debido a cierto envolvimiento negativo con el nombre y las consecuentes críticas negativas de la población a la PAGASA, fue reemplazado por Karding. Los nombres no usados están marcados con gris.
| - Agatón (1401) - Basyang (1402) - Calóy - Domeng (1404) - Ester (1406) | - Florita (1408) - Glenda (1409) - Henry (1410) - Inday (1412) - José (1411) | - Karding - Luis (1415) - Mario (1416) - Neneng (1418) - Ompong (1419) | - Paeng (1420) - Queenie (1421) - Ruby (1422) - Seniang (1423) - Tomás (sin usar) | - Usmán (sin usar) - Venus (sin usar) - Waldo (sin usar) - Yayang (sin usar) - Zeny (sin usar) |

Lista auxiliar

| - Agila (sin usar) - Bagwís (sin usar) | - Chito (sin usar) - Diego (sin usar) | - Elena (sin usar) - Felino (sin usar) | - Gunding (sin usar) - Harriet (sin usar) | - Indang (sin usar) - Jessa (sin usar) |

### Retiro
Durante la sesión anual de 2015, la ESCAP/WMO Typhoon Committee anunció el retiro del nombre Rammasun de la lista de nombrs internacionales, que se hará efectiva a partir del 1 de enero de 2016. Mientras tanto, la PAGASA anunció que los nombres: Glenda, José, Mario, Ruby y Seniang serán retirados de su lista de nombres para Filipinas después de causar más de 1 millón de pesos filipinos en pérdidas durante la temporada. Fueron reemplazados por los nombres: Gardo, Josie, Maymay, Rosita y Samuel respectivamente.